# Anisophyllea glandulifolia
Anisophyllea glandulifolia är en tvåhjärtbladig växtart som beskrevs av L. Madani. Anisophyllea glandulifolia ingår i släktet Anisophyllea och familjen Anisophylleaceae. Inga underarter finns listade i Catalogue of Life.